# Leandro Teixeira Dantas
Leandro Teixeira Dantas (sinh ngày 17 tháng 8 năm 1987) là một cầu thủ bóng đá người Brasil.

## Sự nghiệp câu lạc bộ
Leandro Teixeira Dantas đã từng chơi cho Vegalta Sendai.